# Games-Services
Games-Services (appelée Ligarena jusqu'en mai 2005) est une société fondée en septembre 2000, spécialisée dans l'organisation de tournois de jeux vidéo. Elle possède également un site de jeu vidéo, celui d'Overgame, jusqu'à sa fermeture, à la liquidation judiciaire de Games-Service le 30 mars 2009.

## Histoire
Games-Services est né de la fusion de Ligarena avec le site de jeu vidéo Overgame en mai 2005. Games-Service organise le premier Mondial du gaming en 2006 à Paris, où se déroule la finale de l'Electronic Sports World Cup de 2006. L'entreprise entre en liquidation judiciaire le 30 mars 2009.

## Liste des événements organisés par Games-Services

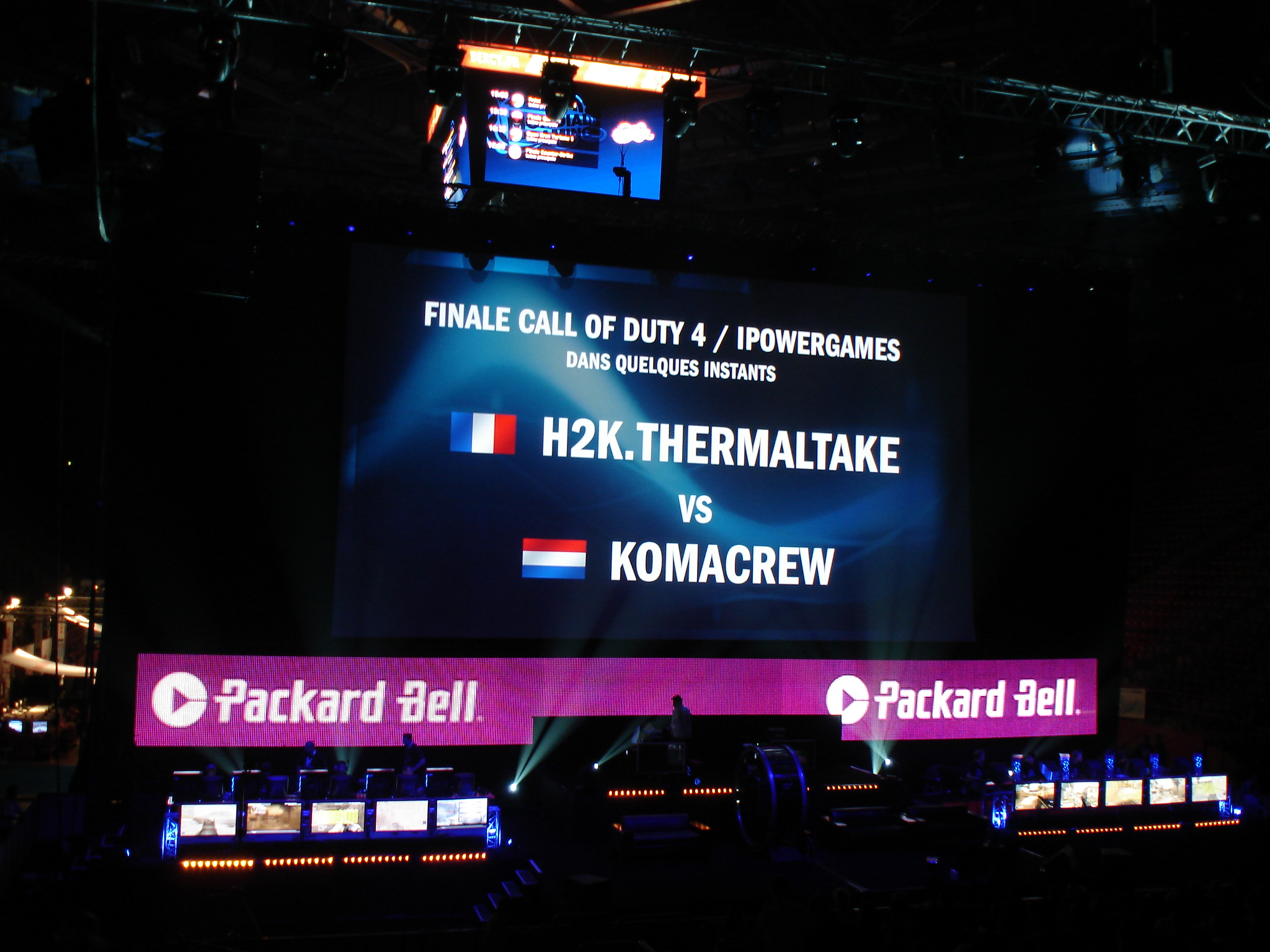
Finale de Call of Duty 4: Modern Warfare lors du Mondial du Gaming 2008 à Bercy

- 3 éditions de la LAN Arena entre 2001 et 2002
- 6 éditions de la Coupe de France des Jeux Vidéo depuis 2003
- 6 éditions de l'Electronic Sports World Cup depuis 2003
- Troyes Dimensions en 2005
- 3 éditions de l'Argenteuil Digitale entre 2006 et 2008
- 3 éditions du Mondial du gaming depuis 2006
- 2 éditions de la Game in Chelles depuis 2007
- 2 Masters ESWC depuis 2008
- Masters ESWC de Cheonan en mai 2009
- 7e Coupe de France des Jeux Vidéo en mai 2009